# Kalamaria
Kalamariá (tiếng Hy Lạp: Καλαμαριά)  là một vùng ngoại ô và đô thị (Borough) của Khu vực đô thị Thessaloniki, nằm khoảng 7 km về phía đông nam của trung tâm thành phố Thessaloniki. Đó là các thành phố lớn thứ hai của Khu vực đô thị Thessaloniki (với dân số 87.255 người thời điểm năm 2001, với một sự gia tăng dân số là 8% kể từ khi cuộc điều tra dân số năm 1991.
Khu vực này có dân định cư lần đầu của con người trong thời tiền sử, và vẫn các khu định cư đó đã được tìm thấy xung quanh mũi Karabournaki.
Tên gọi Kalamaria tên là lần đầu tiên được sử dụng trong năm 1083 để chỉ khu vực phía Đông Nam của Thessaloniki, bao gồm nhưng không giới hạn khu vực của thành phố ngày nay. Trong thời kỳ Byzantine và thời kỳ Ottoman, khu vực chủ yếu là không có người ở, ngoại trừ một vài nhà nghỉ đánh cá.
Khu định cư đầu tiên được tạo ra trong đầu những năm 1920 cho những người tị nạn nhà từ cộng đồng người Hy Lạp ở Gruzia và Tiểu Á, đã bỏ trốn, hoặc bị buộc gửi đến Hy Lạp do hậu quả của cuộc chiến tranh Hy Lạp - Thổ Nhĩ Kỳ. Có tới 100.000 người tị nạn chuyển tới Thessaloniki, chủ yếu đến vùng ngoại ô của thành phố. Người tị nạn của gốc Pontic chủ yếu là di dời vào Kalamaria, và dân số của thành phố chủ yếu có nguồn gốc Pontic cho đến ngày nay.
Kalamaria đã chứng kiến sự tăng trưởng đáng kể gần đây như là một phần của một sự thay đổi dân số từ các khu vực nông thôn và thành thị đến các khu vực ngoại thành, đặc biệt là cho những người phía đông của Thessaloniki. Giữa cuộc tổng điều tra năm 1981 và 2001, dân số của Kalamaria tăng khoảng 36.000 người (69%). Cho đến năm 1943, Kalamaria là một phần của Chính quyền thành phố Thessaloniki. Ngày 01 tháng 1 năm 1943, nó đã trở thành một đơn vị hành chính thống nhất độc lập.